# Xian de Xichuan
Le xian de Xichuan (chinois simplifié : 淅川县 ; pinyin : Xīchuān xiàn) est un district administratif de la province du Henan en Chine. Il est placé sous la juridiction de la ville-préfecture de Nanyang.

## Démographie
La population du district était de 706 611 habitants en 1999.

## Patrimoine
Le groupe de tombes anciennes du temple Xia, datant de la période des Printemps et des Automnes.